# Media città di circondario
Portano il titolo di Media città di circondario (in tedesco Mittlere kreisangehörige Stadt) le città dei land tedeschi della Renania Settentrionale-Vestfalia e del Brandeburgo che hanno una popolazione superiore ai 25.000 abitanti ed appartengono ad un circondario (rurale) (Landkreis nel Brandeburgo, Kreis nella Renania Settentrionale-Vestfalia).
Le città circondariali della Renania Settentrionale-Vestfalia che abbiano raggiunto 60.000 abitanti e quelle del Brandeburgo che abbiano raggiunto 45.000 abitanti portano invece il titolo di "Grande città di circondario" (Große kreisangehörige Stadt).
Le medie città di circondario sono comuni che, oltre ai compiti tipici di un comune, svolgono anche i compiti delle comunità amministrative della Germania, delle quali non hanno bisogno.

## Lista delle "Medie città di circondario"

### Nel Brandeburgo
- Fürstenwalde/Spree
- Guben
- Hennigsdorf
- Königs Wusterhausen
- Neuruppin
- Rathenow
- Senftenberg
- Spremberg
- Strausberg
- Wittenberge

### Nella Renania Settentrionale-Vestfalia
- Ahaus
- Ahlen
- Alsdorf
- Altena
- Bad Honnef
- Bad Oeynhausen
- Bad Salzuflen
- Baesweiler
- Beckum
- Bergkamen
- Borken
- Bornheim
- Brilon
- Brühl
- Bünde
- Coesfeld
- Datteln
- Delbrück
- Dülmen
- Emmerich am Rhein
- Emsdetten
- Ennepetal
- Erftstadt
- Erkelenz
- Erkrath
- Eschweiler
- Espelkamp
- Euskirchen
- Frechen
- Geilenkirchen
- Geldern
- Gevelsberg
- Goch
- Greven
- Gronau
- Gummersbach
- Haan
- Haltern am See
- Hamminkeln
- Hattingen
- Heiligenhaus
- Heinsberg
- Hemer
- Hennef (Sieg)
- Herdecke
- Herzogenrath
- Hilden
- Höxter
- Hückelhoven
- Hürth
- Ibbenbüren
- Jülich
- Kaarst
- Kamen
- Kamp-Lintfort
- Kempen
- Kevelaer
- Kleve
- Königswinter
- Korschenbroich
- Kreuztal
- Lage
- Langenfeld (Rheinland)
- Leichlingen (Rheinland)
- Lemgo
- Lennestadt
- Löhne
- Lohmar
- Lübbecke
- Mechernich
- Meckenheim
- Meerbusch
- Menden (Sauerland)
- Meschede
- Mettmann
- Monheim am Rhein
- Netphen
- Nettetal
- Neukirchen-Vluyn
- Niederkassel
- Oelde
- Oer-Erkenschwick
- Olpe
- Overath
- Petershagen
- Plettenberg
- Porta Westfalica
- Pulheim
- Radevormwald
- Rheda-Wiedenbrück
- Rheinbach
- Rheinberg
- Rietberg
- Rösrath
- Sankt Augustin
- Schloß Holte-Stukenbrock
- Schmallenberg
- Schwelm
- Schwerte
- Selm
- Siegburg
- Soest
- Sprockhövel
- Steinfurt
- Stolberg (Rhld.)
- Sundern (Sauerland)
- Tönisvorst
- Voerde (Niederrhein)
- Waltrop
- Warendorf
- Warstein
- Wegberg
- Werdohl
- Werl
- Wermelskirchen
- Werne
- Wesseling
- Wetter (Ruhr)
- Wiehl
- Willich
- Wipperfürth
- Wülfrath
- Würselen

## Altre categorie di città tedesche constatusspeciale
- Grande città di circondario (Große kreisangehörige Stadt), in Brandeburgo, Renania Settentrionale-Vestfalia, Renania-Palatinato, Schleswig-Holstein e Turingia
- Grande città circondariale (Große Kreisstadt), in Baden-Württemberg, Baviera e Sassonia
- Grande città indipendente (Große selbständige Stadt), in Bassa Sassonia
- Comune indipendente (Selbständige Gemeinde), in Bassa Sassonia
- Città media (Mittelstadt), nel Saarland
- Città con status speciale (Sonderstatusstadt), in Assia